# Rising (Rainbow)
Rising, anche noto come Rainbow Rising, è il secondo album in studio del gruppo musicale britannico Rainbow, pubblicato il 17 maggio 1976 dalla Polydor Records.
Nel giugno del 2017 la rivista Rolling Stone ha collocato l'album alla quarantottesima posizione dei 100 migliori album metal di tutti i tempi. Inoltre il settimanale Kerrang! nella sua quarta edizione in assoluto (in ottobre 1981) lo nomina miglior album heavy metal di tutti i tempi.

## Storia
Dopo l'uscita del primo album dei Rainbow, ossia Ritchie Blackmore's Rainbow, Ritchie Blackmore, chitarrista e capo del gruppo, decide di rivoluzionare la formazione. Rimane solamente Ronnie James Dio come cantante, Barry Driscoll alla batteria viene sostituito da Cozy Powell, Craig Gruber al basso da Jimmy Bain e infine Micky Lee Soule alla tastiera da Tony Carey. L'album viene registrato a Monaco e prodotto da Martin Birch già produttore dell'album precedente dei Rainbow e di quasi tutti gli album dei Deep Purple. Pochi dei brani dell'album sono entrati nel set live della band:    "Stargazer" e "Do You Close Your Eyes", scritti prima del tour inaugurale degli Stati Uniti alla fine del 1975, presenti in tutti gli spettacoli del 1975 e del 1976, mentre "A Light in the Black "è stato lanciato all'inizio del tour del 1976, anche se è stato reintrodotto nel set durante le date giapponesi. "Starstruck" è stato interpretato in forma abbreviata, di solito come parte di "Man on the Silver Mountain".

## I brani
Dato che contiene solo sei canzoni, Rising è l'album più corto dell'intera discografia dei Rainbow.  La prima traccia dell'album è la mistica e progressiva Tarot Woman, la quale apre con un'introduzione di sintetizzatore di Carey. Run with the wolf  è invece una tipica canzone Hard rock con ispirazione blues, la quale è segnata da un marcante riff di Blackmore e dalla batteria di Powell. Starstruck, la terza traccia dell'album, narra della fuga da una donna che porta sfortuna. Do You Close Your Eyes è  semplice, allegra e corta di stampo blues e rock'n'roll. La penultima traccia dell'album, Stargazer , è senza dubbio una delle canzoni più caratteristiche e famose dei Rainbow e il capodopera dell'album. Come anche la futura Gates of Babylon, Stargazer è una delle pietre miliari del Rock Sinfonico ed Epico. La canzone apre con un assolo di batteria di Powell e continua con il celebre riff di Blackmore e la potenza vocale di Ronnie James Dio. Dopo un memorabile assolo di Blackmore, costituito da varie scale ed arpeggi, alla fine della traccia si possono anche sentire gli archi, i quali sottolineano l'ispirazione classica del gruppo, ma specie del leader, Ritchie Blackmore.        L'album conclude con una veloce e potente A Light in the Black , la quale non manca di culmini tecnici, come il duello chitarra elettrica-tastiera di Blackmore e Carey e gli acuti di Dio.

## Tracce
Testi e musiche di Ritchie Blackmore e Ronnie James Dio.
1. Tarot Woman – 5:58
2. Run with the Wolf – 3:48
3. Starstruck – 4:06
4. Do You Close Your Eyes – 2:58
5. Stargazer  – 8:26
6. A Light in the Black – 8:12

## Formazione
- Ritchie Blackmore - chitarra
- Ronnie James Dio - voce
- Jimmy Bain - basso
- Tony Carey - tastiere
- Cozy Powell - batteria